# Episodi de I fantastici 5
La serie televisiva I fantastici 5, composta da 8 episodi, è stata trasmessa in prima visione su Canale 5 dal 17 al 31 gennaio 2024 in tre prime serate.
| nº | Titolo       | Titolo          | Prima TV        |
| nº | In streaming | In chiaro       | Prima TV        |
| -- | ------------ | --------------- | --------------- |
| 1  | Episodio 1   | Prima puntata   | 17 gennaio 2024 |
| 2  | Episodio 2   | Prima puntata   | 17 gennaio 2024 |
| 3  | Episodio 3   | Seconda puntata | 24 gennaio 2024 |
| 4  | Episodio 4   | Seconda puntata | 24 gennaio 2024 |
| 5  | Episodio 5   | Terza puntata   | 30 gennaio 2024 |
| 6  | Episodio 6   | Terza puntata   | 30 gennaio 2024 |
| 7  | Episodio 7   | Quarta puntata  | 31 gennaio 2024 |
| 8  | Episodio 8   | Quarta puntata  | 31 gennaio 2024 |

## Prima puntata

### Episodio 1
- Diretto da: Alexis Sweet
- Soggetto di: Andrea Nobile, Marcello Olivieri, Nicholas Di Valerio e Simona Sparaco
- Scritto da: Andrea Nobile

#### Trama
Riccardo Bramanti è l'allenatore di una squadra di bambini e viene chiamato ad allenare la società sportiva Nova Lux di Sofia Calabresi che da tempo segue quattro atleti e velocipedi disabili: Christian Belli, Elia Mariani, Marzia Giordano e Greta Ambrosio. Riccardo ha perso la moglie e ha un rapporto difficile con le figlie che lo hanno seguito nella nuova residenza al centro sportivo di Ancona. Durante i primi giorni l'allenatore nota che Greta, dopo un test di velocità, accusa un malore e sospetta che possa fare uso di sostanze dopanti; leggendo le sue analisi, scopre che ha la setticemia e la rimprovera, ma lei vuole resistere per poter arrivare fino agli europei. Nel frattempo Elia comincia ad avvicinarsi ad una delle figlie di Riccardo, ovvero a Giorgia, quella più grande ma il rapporto è fatto di contrasti e amicizia, per via del carattere non semplice della ragazza. Durante una riunione con la Calabresi, Riccardo scopre che il suo contratto non è di due anni ma di soli tre mesi e, lasciata la donna, si dirige da Freddie per chiedere spiegazioni e l'amico cerca di convincerlo che, grazie a questa vetrina degli europei, potrà di nuovo essere nel giro ma Riccardo se ne va via arrabbiato: subito dopo, dopo aver fatto una doccia, conosce Alessandra Federici, la fisioterapista, la quale, dopo una presentazione un po' particolare, lo allontana. Quella sera, Riccardo prova a parlare alle figlie di quello che è accaduto, ovvero del suo contratto di tre mesi ma entrambe lo lasciano da solo mentre sta cenando, sotto lo sguardo di Christian. Dopo uno scambio di SMS tra Giorgia ed Elia, senza che quest'ultimo sia riuscito ad ottenere ciò che vuole, Riccardo passeggia nel cortile della società e intravede Christian e Greta che si aggirano furtivamente, dopodiché Freddie si dirige nel suo ufficio, trovando la porta aperta e il cassetto dei fascicoli in disordine.
Riccardo durante gli allenamenti ha inoltre modo di conoscere meglio Laura Mattei, un'atleta con una gamba amputata come conseguenza di un brutto incidente stradale a seguito del quale troverà il coraggio di ricominciare vedendo Greta. Quest'ultima si sente di nuovo male al centro sportivo mentre sta attaccando l'allenatore e viene salvata per miracolo in ospedale; la setticemia è stata trascurata e ciò le ha comportato un'endocardite, un'infezione al cuore, per cui non potrà più gareggiare, e sarà proprio Laura a sostituirla nella squadra.
- Altri interpreti: Nina Rima (Greta Ambrosio).
- Ascolti: telespettatori 3 015 000 – share 17,50%[2].

### Episodio 2
- Diretto da: Alexis Sweet
- Scritto da: Andrea Nobile, Mario Ruggeri e Simona Sparaco

#### Trama
Elia comincia a provarci con la figlia più piccola dell'allenatore, Anna, facendo ingelosire Giorgia. Durante una staffetta in allenamento, Christian si fa male a un polso rischiando di saltare gli europei. Riccardo, che viene duramente rimproverato dalla Calabresi per il tipo di allenamento, cerca di scavare nel passato del ragazzo mettendo in dubbio le qualità di Isabella, la ragazza che aveva conosciuto in discoteca la sera del suo incidente. Christian dice alla Calabresi che se ne andrà se non verrà allontanato l'allenatore; la presidente chiede quindi a Riccardo di recuperare il rapporto con l'atleta. Poco dopo però l'uomo scopre che qualcuno ha tagliato le ruote della sua vettura; Alessandra, la fisioterapista che ha conosciuto da poco, gli rivela che potrebbe essere stato il suo compagno come atto di gelosia. Riccardo scopre che è stata Isabella a manomettere la carozzina di Christian per i debiti che ha contratto ma riesce a ricucire con il ragazzo al quale non dice nulla. Christian chiede a Isabella di sposarlo non sapendo che la ragazza è complice dell'uomo che gli aveva sparato in discoteca. Riccardo chiede alle figlie una nuova possibilità per poter andare d'accordo.
- Ascolti: telespettatori 3 015 000 – share 17,50%[2].

## Seconda puntata

### Episodio 3
- Diretto da: Alexis Sweet
- Soggetto di: Andrea Nobile, Mario Ruggeri e Simona Sparaco
- Scritto da: Nicholas Di Valerio

#### Trama
I campionati italiani si avvicinano sempre più ma Riccardo è distratto perché c'è un problema: Marzia, la ragazza cieca del gruppo, finisce in coma etilico e lui cercherà di capirne il motivo intuendo che possa entrarci il padre Ferdinando. Infatti la ragazza, quando si risveglia, racconta di aver cominciato a bere per le pressioni che le faceva il padre affinché si impegnasse sempre di più a tennis e di essere diventata cieca dopo essere finita una prima volta in coma etilico. L'uomo fa pressioni ora anche sulla seconda figlia, Amelia, affinché prenda il posto della sorella. Riccardo cerca di allontanare Ferdinando dalla figlia. Christian legge un messaggio ambiguo sul cellulare di Isabella e una sera seguendola scopre che ha un altro.
- Altri interpreti: Stefano Pesce (Fernando Giordano), Benedetta Tiberi (Amelia Giordano), Francesco Gaudiello (Guido), Massimiliano Franciosa (avvocato di Laura).
- Ascolti: telespettatori 2 706 000 – share 16,00%[3].

### Episodio 4
- Diretto da: Alexis Sweet
- Scritto da: Costanza Cerasi e Agnese Martino

#### Trama
Giorgia mette in guardia Elia perché ha capito che sua sorella si sta innamorando di lui. Una sera il ragazzo scorge quello che pensa essere uno stalker ma ha un cedimento alle ginocchia venendo soccorso da Riccardo. Il giorno dopo, durante l'allenamento, il ragazzo ha un'altra crisi ma appena si riprende minimizza l'accaduto: è troppo importante per lui partecipare agli Europei anche per non deludere la madre e gli sponsor. Di sera però Riccardo sorprende lo stalker scoprendo che si tratta in realtà della vera madre di Elia, Alice, che lo aveva abbandonato in ospedale appena nato. Christian si rende conto di essere troppo innamorato di Isabella e decide di perdonare il suo tradimento non sapendo cosa la ragazza stia tramando. Laura viene a sapere dal suo avvocato che non avrà speranze di vincere la causa contro la persona che l'ha investita e va in crisi non presentandosi alle gare. Elia scopre di essere stato adottato e abbandona la pista.
- Altri interpreti: Stefano Pesce (Fernando Giordano), Benedetta Tiberi (Amelia Giordano), Massimiliano Franciosa (avvocato di Laura), Lucia Ceracchi (Alice), Alessia Giuliani (Letizia), Christoph Hulsen (medico di Elia).
- Ascolti: telespettatori 2 706 000 – share 16,00%[3].

## Terza puntata

### Episodio 5
- Diretto da: Laszlo Barbo
- Soggetto di: Andrea Nobile, Marcello Olivieri, Nicholas Di Valerio e Simona Sparaco
- Scritto da: Costanza Cerasi e Agnese Martino

#### Trama
Riccardo discute con la Calabresi dopo quello che è successo alle qualificazioni riguardante i forfait di Laura ed Elia e chiede alla donna una settimana di tempo per risolvere la situazione e la donna gliela concede: nel frattempo, il ragazzo è ancora scosso per aver scoperto di essere stato adottato e decide di non volersi più  allenarsi, allora Giorgia cerca di spronarlo, regalandogli un diario e dicendogli che a lei è servito per fare chiarezza sulla sua vita dopo la morte della madre. Riccardo, dopo una chiacchierata veloce con Freddie, ha l'idea di far gareggiare nuovamente Laura ed Elia e per farlo vuole allenare i ragazzi nella staffetta: in quel momento arriva Alessandra, che gli strappa un appuntamento. Sul campo, il coach parla ai ragazzi ma solo Christian e Marzia accettano mentre Laura ed Elia si rifiutano. Elia incontra la madre adottiva e, dopo una breve discussione, se ne va arrabbiato, dicendole che non la vuole più vedere; Marzia prova a tirare su il morale a Laura ma senza risultato, poi arriva Riccardo per sapere le sue condizioni. Christian intanto progetta insieme a Isabella di andare a vivere insieme, poi la ragazza riceve un messaggio vocale dal suo ex e lei, con una scusa, decide di incontrarlo; Elia cammina sulla spiaggia e incontra Riccardo, che lo convince a tornare ad allenarsi ad una condizione, ovvero di trovare la madre naturale perché vorrebbe conoscerla. Anna, intanto, è preoccupata perché si accorge che il rapporto con Elia si fa sempre più difficile e ne discute con Giorgia, la quale la rassicura, poi sul cellulare vede un video del ragazzo che ha investito Laura e lo fa vedere a suo padre, rientrato in quel momento assieme a Marzia. La non vedente vuole forzare la mano per aiutare l'amica e per farlo, insieme a Riccardo, va da Greta, la ragazza ispiratrice, per cercare di convincerla a cambiare idea ma la ragazza è restia perché è ancora arrabbiata con l'uomo, memore del fatto che lo ritiene responsabile del suo ritiro sportivo. Nel frattempo, quella sera, Christian cerca di mettere un collier nella borsa di Isabella per farle una sorpresa e qui scopre che è piena di soldi: la ragazza, dopo aver fatto la doccia, arriva in quel momento e lui le chiede spiegazioni di tutto quel denaro ma lei glissa tutto, giustificandosi con una scusa banale. Tra Elia e Giorgia c'è sempre più complicità, sotto lo sguardo di Anna, che incomincia ad avere strani pensieri sul rapporto tra il suo ragazzo e la sorella mentre Riccardo e Alessandra continuano a frequentarsi con passione. Il mattino seguente, Riccardo suggerisce a Marzia di andare a parlare con Greta per cercare di convincerla e poi discute con Elia sia sugli allenamenti che sul ritrovamento della madre naturale, poi si reca a casa di lei, la quale, dopo un primo approccio positivo sull'incontrare il figlio, ha un ripensamento perché si vergogna di sé stessa e pensa che lei non possa soddisfare le sue esigenze. Laura sta preparando una minestra e Giorgia le offre il suo aiuto ma in quel momento arriva Anna che, senza peli sulla lingua, le sbatte in faccia tutta la sua gelosia: Riccardo discute con Alessandra della situazione che sta passando il gruppo e quando i due stanno per baciarsi arriva Elia, che aveva richiesto delle analisi e quindi l'uomo se ne va, dimenticandosi il cellulare. La ragazza se ne accorge e chiede al giovane atleta se glielo può portare, così accetta ma scopre, tramite la chat dei messaggi, che la madre naturale non vuole più incontrarlo e in questo modo nemmeno lui vuole più incontrarla perché così smette anche di allenarsi. Poi, uscito nel parco, incontra nuovamente Giorgia e le dice che, grazie al padre, è riuscito a rintracciare la madre naturale ma che questa non vuole saperne di lui, quindi la ragazza, dopo aver scritto qualcosa sul diario che gli ha regalato, lo incoraggia ad incontrarla. Riccardo, intanto, parla con Freddie ed è disperato perché si ritiene colpevole di tutto quello che sta succedendo ai ragazzi ma l'amico lo incoraggia a non mollare: Marzia, seguendo il consiglio del coach, decide di incontrare Greta per la vicenda di Laura ma, nonostante le belle parole spese dalla non vedente, la ragazza non vuole proprio accettare d'incontrare Laura. Christian decide di andare a prendere al lavoro Isabella e all'uscita ha una brutta sorpresa: la ragazza consegna quel denaro tenuto nella borsetta ad un uomo in macchina, dopodiché lei si allontana. Rientrata al centro, Marzia discute con Laura e scopre che se ne sta per andare: allora prova a convincerla a rimanere punzecchiandola sull'orgoglio ma non ci riesce e, anzi, riceve una controbattuta sull'amicizia, dopodiché se ne va arrabbiata. Alessandra va a trovare Riccardo ma alla porta risponde Giorgia dicendole che il padre non c'è: in quel momento arriva Anna, speranzosa che alla porta ci fosse Elia ma Giorgia la apostrofa male. Sotto lo sguardo imbarazzato di Alessandra, le due ragazze iniziano a litigare e quando Anna prova ad alzare le mani a Giorgia, interviene la fisioterapista che suggerisce ad entrambe un metodo classico, ovvero prendersi a cuscinate. Tornando da Christian, il ragazzo segue la macchina e, fermi ad un semaforo, riesce a vedere una mano tatuata dell'uomo: questo fatto gli fa ritornare la mente a quando fu ferito il giorno della rapina, di conseguenza capisce che l'uomo è in combutta con Isabella; al centro sportivo, Riccardo trova Elia seduto che beve una birra e l'uomo prova a convincerlo di tornare a correre, nonostante il ragazzo sia ancora arrabbiato: poco dopo, il ragazzo decide di andare a trovare la madre naturale per chiarire una volta per tutte questa faccenda e lei lo fa entrare invitandolo a cena. Nel frattempo, Riccardo trova le figlie ancora nella camera, il quale gli dicono che non andranno al cinema e in quel momento arriva Alessandra con le pizze e viene invitato anche lui, per riparare all'ennesima buca di un loro appuntamento; Elia comincia a fare una serie di domande ad Alice per conoscerla e la donna gli risponde delle difficoltà che ha dovuto superare. Laura sta per andarsene dal centro ma viene fermata da Greta, il quale riesce a convincerla a restare, soprattutto perché lei è fortunata ad avere un'amica come Marzia; Isabella, intanto, torna a casa e trova tutto in disordine con Christian disperato che vuole sapere delle risposte e lei gli racconta che prima di conoscerlo lei e Mirko, il nome dell'uomo, erano fidanzati e immischiati in un brutto giro ma che grazie a Christian lei si è salvata e ha svoltato la sua vita: il ragazzo però non la perdona e, prima di cacciarla di casa, si fa dire dove trovare quell'uomo. Tornato al centro, Elia sveglia con un SMS Giorgia e i due si incamminano sulla solita spiaggia: il ragazzo la vuole ringraziare dell'aiuto che gli sta offrendo e quando lei fa per rientrare, lui la blocca e gli dà un bacio appassionato, dopodiché lei gli tira uno schiaffo e se ne va. Il mattino seguente, Riccardo invita tutti i ragazzi al campo d'allenamento mentre Elia incontra al bar Anna per potersi confrontare e dirle la verità su lui e Giorgia ma non ne ha il coraggio; poi, ritrovatosi tutti in pista, il coach raccoglie le opinioni di tutti sul da farsi per la staffetta ma Christian si tira indietro perché è ancora troppo scosso.
- Altri interpreti: Alessia Giuliani (Letizia), Nina Rima (Greta Ambrosio), Lucia Ceracchi (Alice).
- Ascolti: telespettatori 2 482 000 – share 13,80%[4].

### Episodio 6
- Diretto da: Laszlo Barbo
- Scritto da: Nicholas Di Valerio

#### Trama
Christian decide di non denunciare Isabella ma fa arrestare il suo ex fidanzato/rapinatore. L'atleta decide ancora di perdonare la ragazza e di tornare con lei. Laura nota che anche la sorella di Marzia ha dei lividi sulle braccia proprio come li aveva lei quando subiva le pressioni del padre. Christian ritorna sui suoi passi e decide di gareggiare con i compagni. I quattro fanno la staffetta in meno di 54 secondi e, tornati al centro sportivo, festeggiano insieme all'allenatore. La festa viene però rovinata dall'arrivo di alcuni ragazzi tra i quali quello che ha investito Laura che arriva a minacciarla per il fatto che lei gli ha sfregiato l'auto. Interviene quindi Riccardo che finisce per tirare un pugno al ragazzo. Un amico di quest'ultimo tira fuori un coltello ma i giovani scappano quando sentono che Freddie sta chiamando la polizia e tutto questo accade sotto una telecamera che registra il fatto.
- Altri interpreti: Benedetta Tiberi (Amelia Giordano), Lucia Ceracchi (Alice), Alessia Giuliani (Letizia).
- Ascolti: telespettatori 2 482 000 – share 13,80%[4].

## Quarta puntata

### Episodio 7
- Diretto da: Alexis Sweet
- Soggetto di: Andrea Nobile, Marcello Olivieri, Nicholas Di Valerio e Simona Sparaco
- Scritto da: Andrea Nobile, Simona Sparaco e Costanza Cerasi

#### Trama
In segreteria si presenta Alessandro Reali che spinge per sostituire Bramanti da subito senza aspettare la fine degli Europei; la Calabresi vuole continuare con Bramanti e non è contenta delle pressioni di Reali e del consiglio di amministrazione. Riccardo intanto porta i ragazzi a fare una gita in barca a vela per due giorni. Marzia affronta il padre dicendogli che deve lasciare in pace la sorella; quest'ultima non vuole ascoltare Marzia non dando importanza ai comportamenti del padre. A Giorgia non piace la madre di Elia perché le sembra una approfittatrice; Alice usa infatti i soldi del figlio per bere e per rifarsi il look. Giorgia scopre che Alice ha una madre e convince Elia a rintracciarla: Marisa Troisi spiega ai ragazzi che Alice ha abbandonato il figlio dopo aver saputo che era malato. La Calabresi vede il video nel quale si vede Riccardo mentre tira il pugno al ragazzo che ha investito Laura e lo spinge a dimettersi promettendogli un altro lavoro.
- Altri interpreti: Benedetta Tiberi (Amelia Giordano), Stefano Pesce (Fernando Giordano), Riccardo Leonelli (Alessandro Reali), Lucia Ceracchi (Alice), Giorgia Trasselli (Marisa Troisi).
- Ascolti: telespettatori 2 593 000 – share 14,80%[5].

### Episodio 8
- Diretto da: Alexis Sweet
- Scritto da: Andrea Nobile, Mario Ruggeri e Costanza Cerasi

#### Trama
I ragazzi iniziano ad allenarsi con il nuovo mister Alessandro Reali che però mette da parte Laura ed Elia perché non si sono qualificati negli individuali. Riccardo, senza dire la verità ai ragazzi, lascia il centro sportivo e si trasferisce da Freddie con le figlie. Giorgia lascia Elia perché non vuole far soffrire la sorella che è ancora innamorata di lui. Elia affronta la madre la quale ammette di aver sbagliato in passato; il ragazzo decide di crederle e prende una casa per vivere insieme a lei. Dopo poco però, durante un pranzo, il ragazzo capisce le sue vere intenzioni alla sua reazione stizzita quando le preannuncia che lascerà l'atletica dopo gli Europei e prima corre a ringraziare Giorgia per avergli aperto gli occhi e più tardi torna a casa di Letizia, la madre adottiva, abbracciandola. Riccardo decide di allenare i ragazzi solo per la staffetta fuori dal centro sportivo e in gran segreto. Alessandra tornando a casa si trova davanti Stefano, un suo ex. Laura sta per investire il suo pirata della strada ma si ferma all'ultimo perché ha deciso di perdonarlo. Marzia invece decide di denunciare il padre e per questo litiga con la sorella. Elia e Giorgia si riavvicinano e perciò Anna se la prende con la sorella per non averle detto la verità e scappa. I ragazzi partono per Grosseto mentre Giorgia, accompagnata dal padre, ritrova Anna al mare e si chiarisce con lei. Bramanti parte con le figlie avendo ricevuto una nuova proposta di lavoro ma decide di raggiungere lo stadio Zecchini di Grosseto per spronare i suoi ragazzi che riescono a vincere la staffetta sotto i suoi occhi.
- Altri interpreti: Thomas Santu, (Stefano), Lucia Ceracchi (Alice), Alessia Giuliani (Letizia), Riccardo Leonelli (Alessandro Reali).
- Ascolti: telespettatori 2 593 000 – share 14,80%[5].